# Eugene Phelps
Eugene Hasson Phelps (Los Angeles, 23 gennaio 1990) è un cestista statunitense.